# Ombudsman

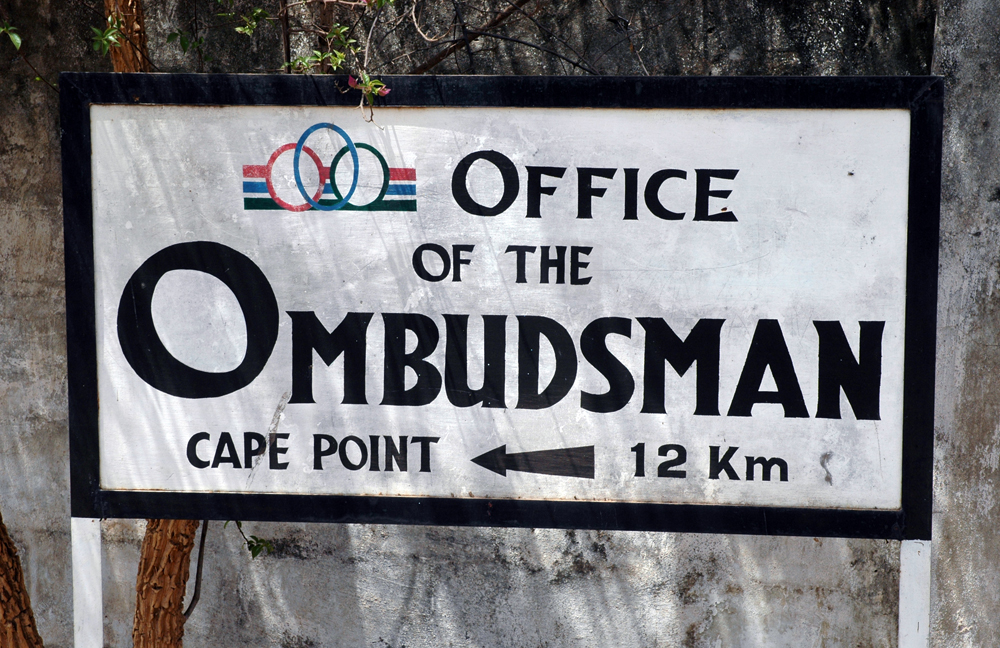
Một biển chỉ dẫn đến văn phòng ombudsman ở thủ đô Banjul, Gambia

Ombudsman (Thanh tra nghị viện/Quốc hội) là một thiết chế hiến định độc lập lâu đời trên thế giới. Trải qua hàng trăm năm hình thành và phát triển, mô hình này đã khẳng định được vai trò và tầm quan trọng trong việc tăng cường chức năng giám sát của Nghị viện/Quốc hội và kiểm soát quyền lực nhà nước, đã được học tập và phát triển tại nhiều quốc gia trên thế giới, với những hình thái từ cổ điển tới hiện đại. Ở Việt Nam, việc nâng cao năng lực giám sát của Quốc hội đối với hoạt động của bộ máy nhà nước đang là một xu thế không thể thay đổi.
Thiết chế này bắt nguồn từ Thụy Điển. Ngay từ năm 1713, vua Sác Lơ XII của Thụy Điển đã thành lập Ombudsman for Justice (Thanh tra Công lý), đóng vai trò là đại diện tối cao của nhà vua, có nhiệm vụ bảo đảm sự tuân thủ của các thẩm phán, sĩ quan quân đội và nhân viên dân sự với các luật lệ do triều đình ban hành. Ở thời điểm đó, thiết chế Ombudsman thực chất không có tư cách độc lập, và có mối quan hệ chặt chẽ với nhà vua. Về sau, cùng với sự phát triển mạnh mẽ của nghị viện, giữa những năm 1766 - 1772, Quốc hội Thụy Điển có quyền bổ nhiệm Ombudsman for Justice, nhưng đến năm 1772, nhà vua lại khôi phục quyền này. Phải đến năm 1809, sau khi vua Gustavus Adolphus bị phế truất, Quốc hội Thụy Điển đã thông qua Hiến pháp mới dựa trên nguyên tắc cân bằng quyền lực giữa nhà vua và Quốc hội. Theo quy định của Hiến pháp này, nhà vua có quyền bổ nhiệm Ombudsman của mình, Quốc hội có quyền thành lập Parliament Ombudsman (Thanh tra Quốc hội). Như vậy, Hiến pháp 1809 của Thụy Điển chính thức ghi nhận một thiết chế mới gọi là Ombudsman - tên gọi mà vẫn còn được sử dụng đến tận ngày nay.
Sau đó, thiết chế Ombudsman dần dần được thành lập ở các quốc gia khác. Đầu tiên là Phần Lan vào năm 1918, tiếp theo là Đan Mạch (năm 1955) và Na Uy (năm 1962). Ngày nay, có hơn 80 nước trên thế giới, bao gồm hơn 25 nước châu Âu có thiết chế Ombudsman. Ở châu Á, mô hình Ombudsman cũng đã được thành lập ở một số nước và vùng lãnh thổ như: Hồng Kông, Đài Loan, Pakistan, và Papua New Guines.
Mặc dù xuất hiện ở trên 80 quốc gia trên thế giới, song thiết chế Ombudsman không hoàn toàn giống nhau. Xét tổng quát, hiện trên thế giới tồn tại bốn hình thức Ombudsman đó là: (i) Ombudsman là thiết chế trung gian giữa nhà nước và nhân dân; (ii) Ombudsman là thiết chế thuộc Quốc hội; (iii) Ombudsman là thiết chế thuộc Chính phủ ‐ nhánh hành pháp; và (iv) Ombudsman là thiết chế đóng vai trò người đại diện cho một nhóm lợi ích đặc biệt trong xã hội. Trong các hình thức này, chỉ có Ombudsman truyền thống theo mô hình Bắc Âu mới thực sự có nguồn gốc từ Quốc hội.
Do là thiết chế thuộc Quốc hội, thẩm quyền của Parliament Ombudsman ở những nước Bắc Âu bao trùm toàn bộ hệ thống cơ quan hành pháp, từ trung ương đến địa phương. Tại Thụy Điển và Phần Lan, thẩm quyền này còn được mở rộng sang cả Tòa án. Ở Đan Mạch và Na Uy, Parliament Ombudsman không giám sát hoạt động của Tòa án, mà được coi như là một lựa chọn bổ sung cho hệ thống tư pháp. Người dân lựa chọn đến với Parliament Ombudsman vì tiết kiệm chi phí và thời gian hơn so với việc sử dụng con đường tòa án.
Hiện nay, sở dĩ Ombudsman là một thiết chế hiến định mang tính phổ biến trên thế giới vì nền tảng tư tưởng của thiết chế này chính là những lý thuyết của luật hiến pháp hiện đại, ví dụ như chủ quyền nhân dân, pháp quyền, chủ nghĩa hiến pháp... Những lý thuyết này tuy có nội hàm khác nhau, song chia sẻ những giá trị chung như: dân chủ, bảo vệ nhân quyền, kiểm soát quyền lực và sự công khai, minh bạch, trách nhiệm giải trình trong tổ chức và hoạt động của bộ máy nhà nước. Đây là những giá trị được đại diện và bảo vệ bởi thiết chế Ombudsman.
Tóm lại, Ombudsman là một thiết chế hiến định độc lập có lịch sử hình thành lâu đời, gắn liền với chế độ đại nghị. Sự ra đời, tồn tại và phát triển nhanh chóng của Ombudsman từ cuối thế kỷ 20 phản ánh xu hướng dân chủ hoá rộng khắp trên thế giới. Về bản chất, mặc dù có nguồn gốc từ Quốc hội, song thiết chế Ombudsman hiện đã có nhiều mô hình khác nhau. Tuy nhiên, xét chung, dù tồn tại dưới hình thức và tên gọi như thế nào, điểm chung của thiết chế Ombudsman là tính chất lưỡng tính (không thuần túy là cơ quan nhà nước, cũng không phải là tổ chức xã hội đúng nghĩa - mà là một dạng thiết chế lai ghép (quasi-body) giữa hai dạng đó). Tính chất này giúp Ombudsman trở thành một công cụ kết nối nhà nước với người dân và các tổ chức xã hội, giúp người dân và các tổ chức xã hội có khả năng thể hiện quan điểm, thái độ của mình với nhà nước và giúp nhà nước giải quyết những bất đồng và nguyện vọng của người dân liên quan đến hoạt động của nhà nước (thông qua việc tiếp nhận và xử lý những khiếu nại, tố cáo).
Ở Việt Nam có Thanh tra Chính phủ là cơ quan ngang Bộ của Chính phủ, nhưng không phải dạng thiết chế quasi-body như Ombudsman.
Thiết chế này chưa tồn tại ở Việt Nam